# تتسویا یاماگامی
تتسویا یاماگامی (به ژاپنی: 山上 徹也 Tetsuya Yamagami)؛ زادهٔ ۱۰ سپتامبر ۱۹۸۰ مردی ژاپنی است که به ترور شینزو آبه نخست‌وزیر ژاپن، در ۸ ژوئیه ۲۰۲۲ اعتراف کرده است.

## زندگی شخصی
یاماگامی در ۱۰ سپتامبر ۱۹۸۰ در استان میه از والدین مرفهی که یک کسب و کار ساختمانی محلی را اداره می‌کردند. در دبیرستان به عنوان ساکت و محتاط توصیف شده است،
او در سالنامه فارغ‌التحصیلی خود نوشت که «سرنخی» ندارد که می‌خواهد در آینده چه کاری انجام دهد. یکی از بستگانش در گفت و گو با روزنامه آساهی اظهار داشت که یاماگامی از کودکی با کلیسای اتحاد که مادرش عضوی از آن شده بود، در ستیز بود.
پس از مرگ پدربزرگ مادری اش، مادرش مالکیت کسب و کار خانوادگی را به ارث برد.
یاماگامی در سال ۱۹۹۸ از دبیرستان ارشد کوریاما استان نارا فارغ‌التحصیل شد و قصد داشت یک آتش‌نشان شود، اما به دلیل نزدیک بین بودن نتوانست در آزمون مورد نیاز شرکت کند. یاماگامی به دلیل مشکلات مالی خانواده اش به دانشگاه نرفت و در عوض با حمایت مالی عمویش که یک وکیل بازنشسته بود به یک مدرسه حرفه ای رفت.

## قتل شینزو آبه
در ۸ ژوئیه ۲۰۲۲، تتسویا یاماگامی در خروجی شمالی ایستگاه یاماتو سیدیجی، نارا (ژاپن) در ساعت ۱۱:۳۰ صبح ظاهر شد، جایی که شینزو آبه سخنرانی مبارزاتی برای کی ساتو، یک نامزد حزب لیبرال دموکرات (ژاپن) در انتخابات مجلس شوراهای ژاپن 2022. آبه در داخل یک چهارراه جزیره ترافیکی، رو به ایستگاه قطار قرار داشت. یاماگامی پشت آبه قرار داشت و خیابانی آنها را از هم جدا می‌کرد. پس از آن، یاماگامی به آرامی به آبه نزدیک شد و محافظان آبه متوجه او نشدند. یاماگامی سپس با یک تفنگ ساچمه ای دست‌ساز شلیک کرد و ظاهراً به کسی در اطراف با عمل او برخورد نکرد. آبه با شنیدن صدا سرش را برگرداند تا به پشت سرش نگاه کند. یاماگامی چند قدم به جلو رفت و دور دوم را شلیک کرد. آبه بلافاصله علائم درد شدید را نشان داد و روی زمین افتاد. محافظان آبه به سمت یاماگامی هجوم آوردند و او را روی زمین مهار کردند.

### دادرسی کیفری
یاماگامی در صحنه ترور به ظن تجری به قتل توسط پلیس استان نارا دستگیر شد. پس از اعلام مرگ آبه، این اتهام به قتل ارتقا یافت. یاماگامی پس از دستگیری به ایستگاه پلیس نارا نیشی منتقل شد. او به عنوان فردی آرام توصیف شد و هیچ تلاشی برای فرار نکرد.
قبل از اینکه اتهامات رسمی علیه یاماگامی مطرح شود، او در بازداشتگاه اوساکا بود و از نظر روان‌پزشکی برای تعیین اینکه آیا او صلاحیت ذهنی برای متهم شدن دارد یا خیر انجام شد. این ارزیابی ابتدا قرار بود در ۲۹ نوامبر به پایان برسد، اما با درخواست دادستان تا ۶ فوریه ۲۰۲۳ تمدید شد. پس از درخواست تجدیدنظر توسط وکلای یاماگامی، تمدید کاهش یافت و در ۱۰ ژانویه به پایان رسید.
در ۲۴ دسامبر ۲۰۲۲، دفتر دادستانی ناحیه نارا بر اساس عواملی از جمله توانایی ساخت اسلحه ای که گفته می‌شود در ترور استفاده شده است، تشخیص داد که یاماگامی به اندازه کافی صلاحیت محاکمه در مورد اتهام قتل را دارد.
در ۱۰ ژانویه ۲۰۲۳، یاماگامی برای ادامه بازداشت به ایستگاه پلیس نارا نیشی منتقل شد. یک اتهام اضافی علیه یاماگامی به دلیل نقض قانون کنترل در اختیار داشتن سلاح گرم و شمشیر توسط دفتر دادستان اضافه شد.
سه روز بعد، یاماگامی به‌طور رسمی به قتل آبه متهم شد. در ۳۰ مارس ۲۰۲۳، دادستانی دو اتهام جنایی دیگر به نام‌های نقض قانون ساخت سلاح و خسارت مالی اضافه کرد و مجموع اتهامات یاماگامی را به چهار مورد رساند.

### انگیزه
یاماگامی به بازرسان گفت که انگیزه او شخصی بوده است تا سیاسی. پس از پیوستن مادرش به کلیسای وحدت در حدود سال‌های ۱۹۹۱ تا ۱۹۹۸ (رئیس کلیسای وحدت توکیو، ادعا می‌کند که مادر یاماگامی برای اولین بار در سال ۱۹۹۸ به کلیسای آنها پیوسته است.عموی پدری یاماگامی در حالی که در ۱۵ ژوئیه ۲۰۲۲ با مطبوعات مصاحبه می‌کرد، ادعا کرد که پیوستن مادر او به کلیسا حدود سال ۱۹۹۱ بوده است. ) حساب کاربری ادعایی یاماگامی در توییتر ادعا کرده است که کلیسای اتحاد ثروت خانواده او را در سن ۱۴ سالگی او دزدیده است و مشکلات مالی خانواده او حداکثر تا سال ۱۹۹۴ توسط کلیسای وحدت آغاز شده است.
 مادر او حدود ۱۰۰ میلیون ین (۷۲۰۰۰۰ دلار آمریکا)، قطعه زمینی که از پدرش به ارث برده بود و خانه ای که با سه فرزندش در آن زندگی می‌کرد، به کلیسا داده بود. او متعاقباً در سال ۲۰۰۲ اعلام ورشکستگی کرد. او پس از ورشکستگی نیز به کلیسا کمک مالی کرده بود. عموی یاماگامی به یاد می‌آورد که یاماگامی و خواهران و برادرانش با او تماس گرفتند تا شکایت کنند که آنها در خانه غذا ندارند و پرداخت برق و اجاره اغلب به تأخیر می‌افتاد و این امر باعث شد تا عموی او برای تأمین غذا و پول برای هزینه‌های زندگی به آنها کمک کند.
پس از خودکشی پدر یاماگامی در سال ۱۹۸۴، تا سال ۲۰۲۰ که ژاپن تحت تأثیر همه‌گیری کووید-۱۹ قرار گرفت، عموی او حدود ۲۰ میلیون ین به خانواده یاماگامی کمک مالی کرده بود. یاماگامی کلیسای اتحاد را به خاطر مشکلات مالی خانواده‌اش مقصر دانست و از این گروه کینه‌ای داشت. او در ماه‌های قبل از حمله، با تحقیق در مورد ارتباط کلیسا با خاندان آبه، معتقد بود که نخست‌وزیر سابق و پدربزرگ مادری‌اش، نخست‌وزیر سابق نوبوسوکه کیشی نفوذ این کلیسا را در ژاپن گسترش دادند.
برخی از مفسرانی که برای اکونومیست و آتلانتیک (مجله) یاماگامی به عنوان یکی از مؤثرترین قاتلان سیاسی در تاریخ اخیر توصیف شده است.
این ترور بسیاری از مسائل اجتماعی کلیسای اتحاد را بار دیگر در کانون توجه قرار داد، و همچنین تأیید حزب حاکم را از این کلیسا بین برد. تحت فشار عمومی، وزارت مسئول تصمیم گرفت در ۱۳ اکتبر ۲۰۲۳، پس از نزدیک به یک سال تحقیق در مورد تخلفات، کلیسای اتحاد علیه این کلیسا به دادگاه منطقه توکیو شکایت کند.